# Ayr (cratera)
Ayr é uma cratera marciana. Tem como característica 13 quilômetros de diâmetro. Deve o seu nome à pequena cidade Ayr pertencente ao estado de Queensland, na Austrália.